# Котовська Ольга Євстафіївна
Ольга Євстафіївна Котовська (нар. 5 грудня 1983) — українська легкоатлетка, що спеціалізується на марафонському бігу, учасниця Олімпійських ігор 2016 року. Майстер спорту міжнародного класу, чемпіонка України з марафонського бігу. Переможниця  марафонів у Кракові (2008 р.), Бормунті (2013 р.), Ренні (2014 р.), Тайбеї (2016р.), а також переможниця та призерка інших міжнародних марафонів та престижних пробігів у Європі та світі. Співзасновниця Rivne Running Club. 

## Основні досягнення
| Рік  | Чемпіонат        | Місце проведення         | Місце | Результат |
| ---- | ---------------- | ------------------------ | ----- | --------- |
| 2016 | Олімпійські ігри | Ріо-де-Жанейро, Бразилія | 33    | 2:34:57   |